# Gregorio Paltrinieri
Gregorio Paltrinieri, né le 5 septembre 1994 à Carpi, est un nageur italien, spécialiste de fond et de nage en eau libre.

## Biographie
Après avoir été, en 2011, vice-champion du monde junior du 1 500 m, il obtient, en 2012, à Debrecen, le titre de champion d'Europe de la distance, en 14 min 48 s 92, ainsi que la médaille d'argent sur 800 m. Bien qu'il remporte sa série du 1 500 m avec le 4e meilleur temps, il ne termine que 5e lors de sa première finale olympique à Londres la même année en 14 min 51 s 92.
Lors des Championnats d'Europe de natation 2014 à Berlin, il remporte la médaille d'or sur 1 500 m en battant le record d'Europe (14 min 39 s 93) et devient le 5e meilleur performeur de tous les temps. Il récidive deux jours plus tard en étant également champion d'Europe du 800 m (7 min 44 s 98).
Lors des Championnats du monde de natation 2015 à Kazan, après avoir remporté la médaille d'argent du 800 m, distance non-olympique, en résistant jusqu'au bout à la victoire de Sun Yang et en portant le record d'Europe à 7 min 40 s 81, il gagne sans difficulté le 1 500 m qui est son épreuve favorite, toujours en battant le record d'Europe qui lui appartenait en 14 min 39 s 67, mais cette fois en l'absence de Sun Yang qui ne se présente pas, au tout dernier moment en chambre d'appel. Il bat ainsi Connor Jaeger, Ryan Cochrane et Ahmed Akram. À l'issue de l'épreuve, il affirme avoir été déstabilisé par l'absence du favori qui reçoit peu après le prix de Meilleur nageur des Championnats à la fin des compétitions.
Lors des Championnats d'Europe de natation 2016 à Londres, il remporte aisément la qualification puis le titre en battant le record d'Europe (qu'il détenait) et des championnats devant son compatriote Gabriele Detti. Ce record de 14 min 34 s 04 est le deuxième meilleur temps mondial, juste après le temps du record du monde de Sun Yang.
Participant aux Championnats d'Europe en petit bassin, le 6 décembre 2019 il arrive premier au 1 500 mètres nage libre.
En juillet 2021, à un mois des jeux olympiques de Tokyo, il déclare la mononucléose, maladie qui fatigue et peut altérer les performances d'un athlète. La fédération italienne indique qu'il souffre de symptômes légers et qu'il participera quoi qu'il arrive à la compétition.
En décembre 2022, il obtient tout d'abord la médaille d'or du 1 500 m nage libre lors des championnats du monde en petit bassin de Melbourne. Il remporte ensuite la médaille d'or du 800 m nage libre.

## Palmarès

### Jeux olympiques
- Jeux olympiques d'été de 2016 à Rio de Janeiro ( Brésil) :
  -  Médaille d'or du 1 500 m nage libre.

- Jeux olympiques d'été de 2020 à Tokyo ( Japon) :
  -  Médaille d'argent du 800 m nage libre.
  -  Médaille de bronze du 10 km eau libre.

- Jeux olympiques d'été de 2024 à Paris ( France) :
  -  Médaille de bronze du 800 m nage libre.
  -  Médaille d'argent du 1 500 m nage libre.

### Championnats du monde

#### En grand bassin
- Championnats du monde 2013 à Barcelone (Espagne) :
  -  Médaille de bronze du 1 500 mètres nage libre, avec le record national.
- Championnats du monde 2015 à Kazan (Russie) : 
  -  Médaille d'or du 1 500 mètres nage libre, avec le record d'Europe.
  -  Médaille d'argent du 800 mètres nage libre, avec le record d'Europe.
- Championnats du monde 2017 à Budapest (Hongrie) : 
  -  Médaille d'or du 1 500 mètres nage libre.
  -  Médaille de bronze du 800 mètres nage libre.
- Championnats du monde 2019 à Gwangju (Corée du Sud) : 
  -  Médaille d'or du 800 mètres nage libre, avec le record d'Europe.
  -  Médaille de bronze du 1 500 mètres nage libre.
- Championnats du monde 2022 à Budapest (Hongrie) :
  -  Médaille d'or du 1 500 mètres nage libre.
- Championnats du monde 2024 à Doha (Qatar) :
  -  Médaille de bronze du 800 mètres nage libre.

#### En petit bassin
- Championnats du monde en petit bassin 2012 à Istanbul (Turquie) :
  -  Médaille d'argent du 1 500 mètres nage libre[n 1],[n 2].
- Championnats du monde en petit bassin 2014 à Doha (Qatar) :
  -  Médaille d'or du 1 500 mètres nage libre, avec le record d'Europe.
- Championnats du monde en petit bassin 2016 à Windsor (Canada) :
  -  Médaille d'argent du 1 500 mètres nage libre.
- Championnats du monde en petit bassin 2018 à Hangzhou (Chine) :
  -  Médaille d'argent du 1 500 mètres nage libre.
- Championnats du monde en petit bassin 2022 à Melbourne (Australie) :
  -  Médaille d'or du 800 mètres nage libre.
  -  Médaille d'or du 1 500 mètres nage libre.

#### Nage en eau libre
- Championnats du monde 2019 à Gwangju (Corée du Sud) :
  -  Médaille d'argent du 5 km par équipes.
- Championnats du monde 2022 à Budapest (Hongrie) :
  -  Médaille d'or du 10 km
  -  Médaille d'argent du 5 km
  -  Médaille de bronze du 6 km par équipes.
- Championnats du monde 2023 à Fukuoka (Japon) : 
  -  Médaille d'or du 6 km relais mixte en eau libre.
  -  Médaille d'argent du 5 km en eau libre.

### Championnats d'Europe

#### En grand bassin
- Championnats d'Europe 2012 à Debrecen (Hongrie) :
  -  Médaille d'or du 1 500 mètres nage libre.
  -  Médaille d'argent du 800 mètres nage libre.
- Championnats d'Europe 2014 à Berlin (Allemagne) :
  -  Médaille d'or du 800 mètres nage libre.
  -  Médaille d'or du 1 500 mètres nage libre.
- Championnats d'Europe 2016 à Londres (Royaume-Uni) :
  -  Médaille d'or du 800 mètres nage libre.
  -  Médaille d'or du 1 500 mètres nage libre, avec le record d'Europe.
- Championnats d'Europe 2018 à Glasgow ( Royaume-Uni) :
  -  Médaille d'argent du 800 mètres nage libre.
  -  Médaille de bronze du 1 500 mètres nage libre.
- Championnats d'Europe 2020 à Budapest (Hongrie) :
  -  Médaille d'argent du 800 mètres nage libre.
  -  Médaille d'argent du 1 500 mètres nage libre.
- Championnats d'Europe 2022 à Rome (Italie) :
  -  Médaille d'or du 800 mètres nage libre.
  -  Médaille d'argent du 1 500 mètres nage libre.

#### En petit bassin
- Championnats d'Europe 2012 à Chartres (France) :
  -  Médaille d'or du 1 500 mètres nage libre.
- Championnats d'Europe 2015 à Netanya (Israël) :
  -  Médaille d'or du 1 500 mètres nage libre, avec le record mondial.
- Championnats d'Europe 2017 à Copenhague (Danemark) :
  -  Médaille d'argent du 1 500 mètres mage libre.
- Championnats d'Europe 2019 à Glasgow (Royaume-Uni) :
  -  Médaille d'or du 1 500 mètres nage libre.
- Championnats d'Europe 2021 à Kazan (Russie) :
  -  Médaille d'or du 800 mètres nage libre.
  -  Médaille d'argent du 1 500 mètres nage libre.

#### Nage en eau libre
- Championnats d'Europe 2020 à Budapest (Hongrie) :
  -  Médaille d'or du 5 km[8].
  -  Médaille d'or du 10 km
  -  Médaille d'or du 5 km par équipe mixte
- Championnats d'Europe 2022 à Rome (Italie) :
  -  Médaille d'or du 5 km
  -  Médaille d'or du 5 km par équipe mixte

### Autres
- Melbourne 4k 2018 à Melbourne (Australie)[9]